# Elezioni presidenziali in Polonia del 1990
Le elezioni presidenziali in Polonia del 1990 si tennero il 25 novembre (primo turno) e il 9 dicembre (secondo turno).
Si trattò delle prime elezioni presidenziali dirette nella storia della Polonia. I principali favoriti erano il capo del movimento Solidarność Lech Wałęsa e il Primo Ministro in carica Tadeusz Mazowiecki; inaspettatamente, il concorrente di Wałęsa al secondo turno fu l'imprenditore Stanisław Tymiński, canadese di origine polacca.

## Risultati
| Lech Wałęsa             | Solidarność                                  | 6 569 889  | 39,96 | 10 622 696 | 74,25 |  |  |  |
| Stanisław Tymiński      | Indipendente                                 | 3 797 605  | 23,10 | 3 683 098  | 25,75 |  |  |  |
| Tadeusz Mazowiecki      | Indipendente                                 | 2 973 364  | 18,08 |            |       |  |  |  |
| Włodzimierz Cimoszewicz | Socialdemocrazia della Repubblica di Polonia | 1 514 025  | 9,21  |            |       |  |  |  |
| Roman Bartoszcze        | Partito Popolare Polacco                     | 1 176 175  | 7,15  |            |       |  |  |  |
| Leszek Moczulski        | Confederazione della Polonia Indipendente    | 411 516    | 2,50  |            |       |  |  |  |
| Totale                  | Totale                                       | 16 442 574 | 100   | 14 305 794 | 100   |  |  |  |
|                         |                                              |            |       |            |       |  |  |  |
| Voti non validi         | Voti non validi                              | 259 426    | 1,55  | 344 243    | 2,35  |  |  |  |
| Votanti                 | Votanti                                      | 16 702 000 |       | 14 650 037 |       |  |  |  |